# Norops nebulosus
Norops nebulosus este o specie de șopârle din genul Norops, familia Polychrotidae, descrisă de Wiegmann 1834. A fost clasificată de IUCN ca specie cu risc scăzut. Conform Catalogue of Life specia Norops nebulosus nu are subspecii cunoscute.